# House of Anubis
House of Anubis (El misterio de Anubis en Latinoamérica y Misterio en Anubis en España) es una serie de televisión de misterio, drama y comedia basada en la serie belga y holandesa La casa de Anubis, en su spin-off Het Huis Anubis en de Vijf van het Magische Zwaard y en su remake Das Haus Anubis. Hans Bourlon y Gert Verhulst la crearon como una coproducción entre Nickelodeon (Estados Unidos), Lime Pictures (Reino Unido) y Studio 100 (Bélgica), y Nickelodeon la transmitió por primera vez en Estados Unidos el 1 de enero de 2011 y el 25 de febrero de 2011 en el Reino Unido.  En España el 4 de junio de 2011 se mostró un adelanto y dos días después se dio el estreno, mientras que en Latinoamérica el 23 de junio de 2011 se mostró un preestreno para dar paso al inicio oficial de transmisiones el 4 de julio de 2011. Tras el éxito obtenido, el canal transmitió una segunda temporada a partir del 9 de enero de 2012 y comenzó a transmitir la tercera el 3 de enero de 2013.

## Sinopsis
Las tres temporadas de la serie tienen una trama central distinta, pero todas se complementan entre ellas. Cada una se centra en un misterio o personaje específico. El argumento principal que se plantea en la primera temporada llega a un desenlace cuando finaliza, pero varios elementos de ella persisten o se resuelven en las siguientes dos.

### Primera temporada

Anubis, dios egipcio comúnmente mencionado en la serie.

Nina Martin (Nathalia Ramos) llega a un internado en el Reino Unido y le asignan la Casa de Anubis, una antigua residencia decorada al estilo del dios egipcio Anubis, como su nuevo hogar.
Patricia Williamson (Jade Ramsey), la mejor amiga y compañera de habitación de Joy Mercer (Klariza Clayton), está dolida por el hecho de que su amiga se ha ido sin dejar rastro y acusa a Nina, quien ocupará el lugar de Joy en su habitación, de estar implicada con la desaparición. Más tarde, Nina conoce a una anciana llamada Sarah (Rita Davies), quien había vivido en décadas anteriores en la casa. Ella le obsequia un medallón y le dice que tiene el poder de descubrir algo importante. Con el fin de resolver el misterio detrás de la desaparición de su mejor amiga, Patricia obliga a Nina a pasar una noche en el ático de la casa como una especie de ritual de iniciación. Allí, descubre pistas y jeroglíficos que indican que la casa tiene una historia secreta y un misterio que nadie conoce. Dado esto, decide investigar junto a sus nuevos amigos y compañeros Fabian Rutter (Brad Kavanagh) y Amber Millington (Ana Mulvoy Ten), quienes forman un grupo secreto llamado Sibuna (Anubis al revés).
El equipo de adolescentes encuentra pistas escondidas dentro de la casa, que los llevan a descubrir que varios de sus maestros están buscando la inmortalidad junto a Victor Rodenmaar (Francis Magee), el guardián de la casa. Más adelante se dan cuenta de que es posible obtenerla mediante la copa de Ankh, una antigüedad que los padres de Sarah obtuvieron de la tumba de Tutankamón y que está escondida en alguna parte de la casa. Sibuna descubre que Joy está con su padre bajo máxima protección, ya que según la leyenda egipcia ella es la elegida debido a su fecha de nacimiento, y es solo ella quien puede hacer funcionar la copa. Al pasar el tiempo Nina descubre que los maestros están equivocados, que la elegida es ella misma, y que un enemigo de Victor, Rufus Zeno (Roger Barclay), también busca la copa.

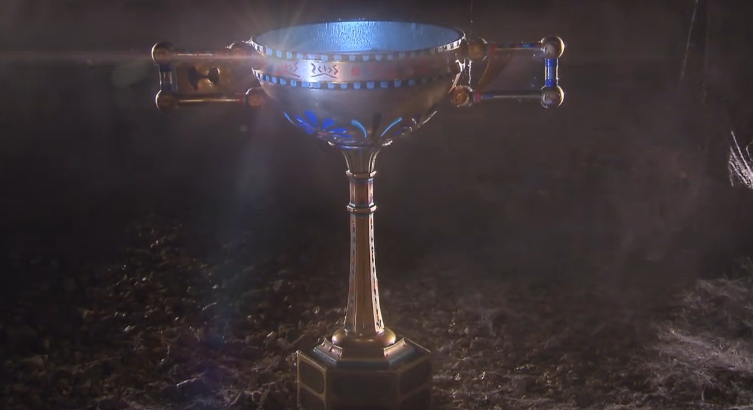
Copa de Ankh

Mientras lo ya mencionado sucede, Mick Campbell (Bobby Lockwood), un deportista con problemas en su rendimiento escolar, se da cuenta de que su noviazgo con Amber no es algo que le agrada completamente y comienza a enamorarse de Mara Jaffray (Tasie Dhanraj), una de las estudiantes con mejor promedio de la institución, que se ofrece a ayudarlo con sus tareas escolares. Por su parte, Alfie Lewis (Alex Sawyer) y Jerome Clarke (Eugene Simon) se divierten haciendo bromas a sus compañeros, lo que les ocasiona problemas futuros.

### Segunda temporada
Todos los estudiantes, incluyendo a Joy, regresan a la Casa de Anubis cuando comienza un nuevo año escolar. Victor no abandona su deseo de la inmortalidad y ahora está en la búsqueda del Libro de Isis, que contiene las instrucciones para obtener el ingrediente final de la receta. Durante su exploración descubre que la máscara de Anubis es lo que derrama esas lágrimas, pero no sabe dónde encontrarla. Nina se ve acosada por una fantasma egipcia llamada Senkhara (Sophiya Haque), que le deja una marca en su brazo y le exige que encuentre la máscara antes de que alguien más lo haga o pagará con su vida. Sibuna se reúne de nuevo para buscar el objeto e investigar más a fondo. Amber encuentra en el ático una casa de muñecas idéntica a la Casa de Anubis, que contiene un mapa para llegar a la máscara, escondida tras unos túneles secretos en una entrada del sótano.
Eddie Miller (Burkely Duffield) llega presentándose como un nuevo estudiante proveniente de Estados Unidos. Patricia y él se critican en su llegada, pero poco a poco van estableciendo una relación. Por su parte, Alfie quiere que Amber sea su novia después de lo ocurrido el año anterior y Mick se muda con su familia a Australia, por lo que Mara queda desconsolada. El Sr. Sweet (Paul Antony-Barber) envía a Trudy (Mina Anwar) a ayudar a Jasper Chouhary (Sartaj Garewal), el padrino de Fabian, en una exposición egipcia ubicada cerca de la escuela, por lo cual Vera Devenish (Poppy Miller) se convierte en la nueva ama de llaves de la Casa de Anubis. Pronto entabla una buena relación con Victor y lo ayuda en su búsqueda. Por otra parte, Poppy Clarke (Frances Encell) llega a estudiar a la escuela y se descubre que es la hermana menor de Jerome, quien no la trata bien y se avergüenza de ella. La abuela de Nina (Gwyneth Powell) visita a su nieta unos días. Un tiempo después de irse se da a conocer que debe ser hospitalizada por un desmayo ocasionado por el cansancio. Los miembros de Sibuna buscan la máscara cuidando lograrlo antes que Senkhara se moleste, e intentan descifrar quiénes más la están buscando y cuáles acontecimientos tienen relación con la maldición egipcia que rodea la casa. Asimismo, todos los estudiantes se enfrentan a los problemas cotidianos que implica la llegada de nuevas personas.

### Tercera temporada
En un nuevo año escolar, Eddie se convierte en el líder de Sibuna y explica por qué Nina no regresó a la Casa de Anubis. Dos nuevas estudiantes llegan a la escuela: Willow Jenks (Louisa Connelly-Burnham) y KT Rush (Alexandra Shipp), quien se convierte en una parte vital de Sibuna. Eddie reconoce a KT de una visión que tuvo anteriormente, y descubre que fue enviada por su abuelo en una misión secreta que involucra a una llave. Al mismo tiempo, la señorita Denby llega presentándose como una nueva profesora, a quien los miembros de Sibuna investigan y averiguan que protege algo importante. Los estudiantes descubren que deberán enfrentarse a sus profesores para luchar contra una maldición antigua y evitar que un mal despierte nuevamente y permanezca para siempre. Frobish Smithe, El constructor de la casa, regresara de la muerte como villano gracias a una maldición, nombrada "La Maldición de Anubis" que consiste en que Ammut era una diosa devoradora de Almas, se creía superior a todos, y Anubis la castigo encerrándola en el inframundo egipcio, Sibuna descubre esto y saben que Denby quiere que Ammut sea liberada, Frobish ayudara ya que fue convertido en villano, y la llave de Kt abre más que solo puertas.

## Elenco
| Interpretado por        | Personaje               | Temporadas  | Episodios                |
| Principales             | Principales             | Principales | Principales              |
| ----------------------- | ----------------------- | ----------- | ------------------------ |
| Nathalia Ramos          | Nina Martin             | 1-2         | 1-150                    |
| Brad Kavanagh           | Fabian Rutter           | 1-3         | 1-191                    |
| Jade Ramsey             | Patricia Williamson     | 1-3         | 1-191                    |
| Ana Mulvoy Ten          | Amber Millington        | 1-3         | 1-160                    |
| Alex Sawyer             | Alfie Lewis             | 1-3         | 1-191                    |
| Bobby Lockwood          | Mick Campbell           | 1-2         | 1–72, 141–150            |
| Tasie Lawrence          | Mara Jaffray            | 1-3         | 1-191                    |
| Eugene Simon            | Jerome Clarke           | 1-3         | 1-191                    |
| Klariza Clayton         | Joy Mercer              | 1-3         | 1, 29–32, 37, 47, 56–191 |
| Burkely Duffield        | Eddie Miller            | 2-3         | 75-191                   |
| Alexandra Shipp         | Kara Tatianna "KT" Rush | 3           | 151-191                  |
| Louisa Connolly-Burnham | Willow Jenks            | 3           | 151-191                  |

### Doblaje
El doblaje al español para Latinoamérica estuvo a cargo de Enzo Fortuny en los estudios Art Sound México, en México, Distrito Federal. Por otro lado, Ángel de Gracia fue el director del doblaje para España, hecho en los estudios Sonygraf en Barcelona.
| Personaje              | Actor original (UK)                       | Actor de doblaje (Latinoamérica)         | Actor de doblaje (España) |
| ---------------------- | ----------------------------------------- | ---------------------------------------- | ------------------------- |
| Nina Martin            | Nathalia Ramos                            | Gaby Ugarte (temporada 1)                | Graciela Molina           |
| Nina Martin            | Nathalia Ramos                            | Cynthia Chong (temporada 2)              | Graciela Molina           |
| Fabian Rutter          | Brad Kavanagh                             | Javier Olguín                            | David Jenner              |
| Amber Millington       | Ana Mulvoy Ten                            | Alondra Hidalgo                          | Ariadna Jiménez           |
| Patricia Williamson    | Jade Ramsey                               | Carla Castañeda (temporada 1)            | Mar Nicolás               |
| Patricia Williamson    | Jade Ramsey                               | Angélica Villa (temporadas 2 y 3)        | Mar Nicolás               |
| Mick Campbell          | Bobby Lockwood                            | Diego Ángeles                            | Ángel de Gracia           |
| Mara Jaffray           | Tasie Dhanraj                             | Jessica Ángeles                          | Roser Vilches             |
| Alfie Lewis            | Alex Sawyer                               | Miguel Ángel Leal                        | Juan Antonio Soler        |
| Jerome Clarke          | Eugene Simon                              | Arturo Castañeda                         | Marcel Navarro            |
| Joy Mercer             | Klariza Clayton                           | Cecilia Gómez                            | Victoria Ramos            |
| Eddie Miller           | Burkely Duffield                          | Alejandro Orozco                         | Jonatán López             |
| KT Rush                | Alexandra Shipp                           | Sofía Huerta                             | Nuria Trifol              |
| Willow Jenks           | Louisa Connelly-Burnham                   | Karen Vallejo                            | Diana de Guzmán           |
| Victor Rodenmaar       | Francis Magee                             | Alfonso Ramírez                          | Javier Viñas              |
| Trudy Rehman           | Mina Anwar                                | Ruth Toscano                             | Lola Oria                 |
| Sarah Frobisher-Smythe | Rita Davies (anciana) Emilia Jones (niña) | Ángela Villanueva Jimena Flores Arellano |                           |
| Daphne Andrews         | Julia Deakin                              | Magda Giner                              |                           |
| Jason Winkler          | Jack Donnelly                             | Edson Matus                              |                           |
| Rufus Zeno             | Roger Barclay                             | Héctor Moreno                            | Alfonso Vallés            |
| Eric Sweet             | Paul Antony-Barber                        | Rafael Rivera                            | Enric Isasi-Isasmendi     |
| Esther Robinson        | Catherine Bailey                          | Gabriela Gómez                           |                           |
| Senkhara               | Sophiya Haque                             | Gabriela Guzmán                          |                           |
| Poppy Clarke           | Frances Encell                            | Nycolle González                         | Susana Macías             |
| Vera Devenish          | Poppy Miller                              | Anabel Méndez                            |                           |
| Abuela de Nina         | Gwyneth Powell                            | Sylvia Garcel                            |                           |
| Jasper Chouhary        | Sartaj Garewal                            | Bardo Miranda                            |                           |
| Srita. Valentine       | Sarah Paul                                | Diana Pérez                              |                           |
| Caroline Denby         | Susy Kane                                 | Laura Ayala                              | Ana Orra                  |

## Episodios
| Temporada | Temporada | Episodios | Estados Unidos     | Estados Unidos        | Latinoamérica       | Latinoamérica            | España              | España               |
| Temporada | Temporada | Episodios | Comienzo           | Final                 | Comienzo            | Final                    | Comienzo            | Final                |
| --------- | --------- | --------- | ------------------ | --------------------- | ------------------- | ------------------------ | ------------------- | -------------------- |
|           | 1         | 60        | 1 de enero de 2011 | 19 de febrero de 2011 | 4 de julio de 2011  | 12 de agosto de 2011     | 6 de junio de 2011  | 26 de julio de 2011  |
|           | 2         | 90        | 9 de enero de 2012 | 9 de marzo de 2012    | 25 de junio de 2012 | 24 de agosto de 2012     | 4 de junio de 2012  | 17 de agosto de 2012 |
|           | 3         | 40        | 3 de enero de 2013 | 17 de junio de 2013   | 4 de mayo de 2013   | 28 de septiembre de 2013 | 15 de abril de 2013 | 28 de junio de 2013  |

Los episodios de las primeras dos temporadas duran once minutos aproximadamente y poseen un formato que se suele emplear para series animadas, además del hecho de que se emiten de lunes a viernes, costumbre que se usa en telenovelas. La tercera temporada tiene una duración de treinta minutos por episodio, y presenta dos formatos en Estados Unidos: el primero con dos episodios nuevos transmitidos una vez por semana (usado en los episodios del 1 al 12), y el segundo, con un episodio nuevo transmitido de lunes a jueves (usado en todos los episodios a partir del 13).
Las tres cadenas televisivas que colaboran en la serie han producido tres temporadas que dan un total de 191 episodios (con sesenta en la primera, noventa en la segunda y cuarenta y uno en la tercera), de las cuales las tres ya fueron emitidas. La primera de ellas estrenó en Estados Unidos el 1 de enero de 2011, la segunda el 9 de enero de 2012 y la tercera el 3 de enero de 2013. En Latinoamérica el estreno fue el 4 de julio de 2011, la segunda temporada comenzó el 25 de junio de 2012 y la tercera temporada comenzó el 4 de mayo de 2013, mientras que en España la serie hizo su debut el 6 de junio de 2011, presentó la segunda el 4 de junio de 2012 y la tercera se estrenó el 15 de abril de 2013.

## Película
Titulada "The House of Anubis and The TouchStone of Ra" o en Latinoamérica "El Misterio de Anubis y la Piedra de Ra" en España "Misterio en Anubis y la Piedra del Toque de Ra". Fue la película que marcó un Final Definitivo para la serie, fue considerado el episodio 41 de la tercera temporada pero no sigue la historia de esta, los estudiantes están a punto de graduarse, pero en la secundaria hay chinches y la "Nueva Generación" conformada por Dexter, Cassie, Erin y Sophia están en la casa de Anubis para evitar una infestacion que después no puedan controlar, una visita al museo hará que una estudiante robe un antiguo tesoro llamado "La Piedra de Ra". Esta es la primera vez en la que Sibuna se encuentra en serios problemas al enfrentarse al Dios Egipcio de Ra. (El Dios del Sol) Que según cuenta la leyenda, al juntar las 5 piedras, se deberá hacer un sacrificio y Ra dejará caer oro, pero si un sacrificio no se hace, el no dejará caer su oro, sino dejara caer su ira y destruirá el mundo para castigar la avaricia humana, Sibuna descubre que su último día en la escuela, será, probablemente, su último día en la tierra.

## Producción
House of Anubis es la primera serie original producida para Nickelodeon en grabarse fuera de Norteamérica, y también la primera serie original de drama y misterio de ese canal desde Caitlin's Way (2000-2002). Es grabada en los estudios de Lime Pictures en Speke, Liverpool.

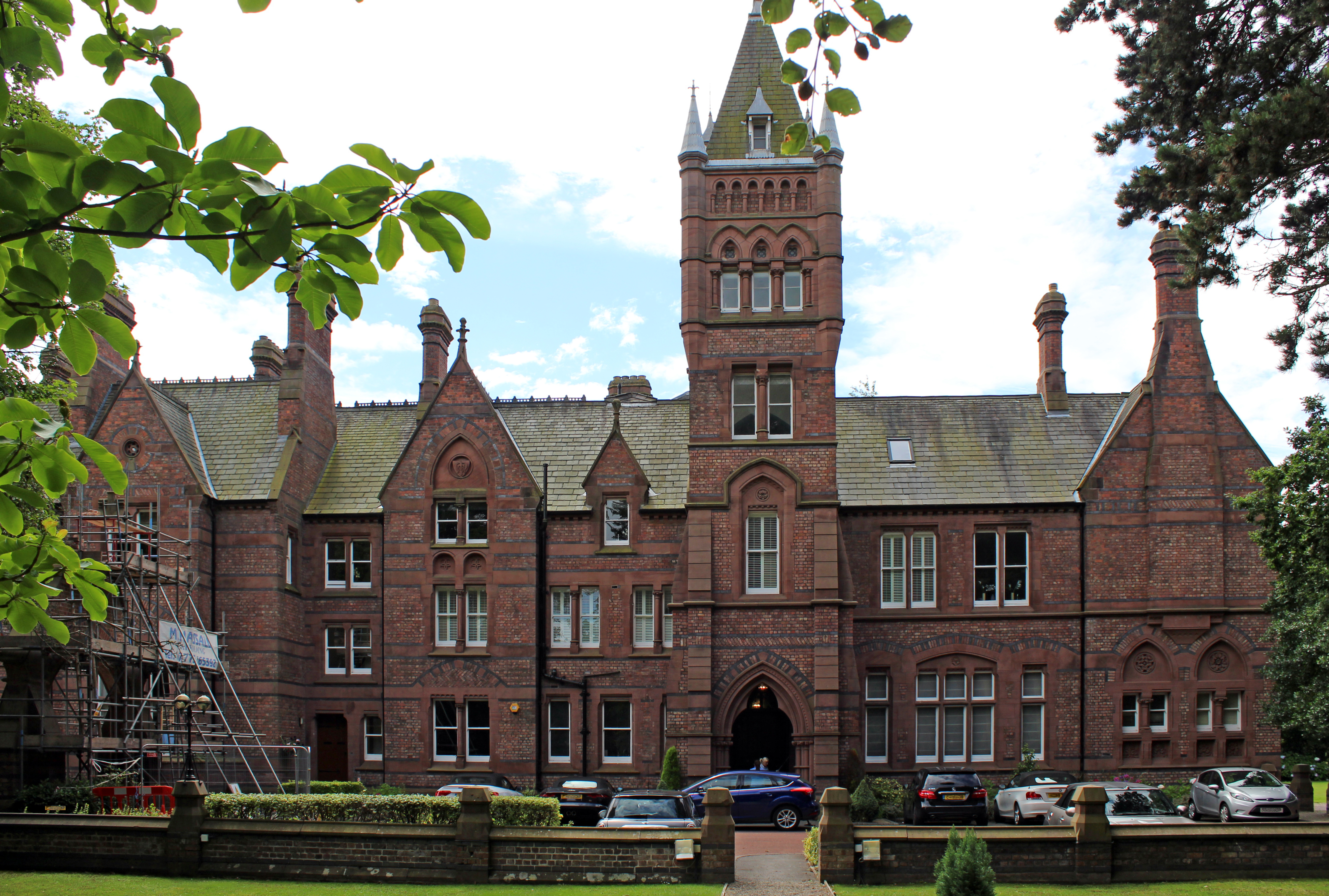
Las escenas exteriores se hicieron en Allerton Priory, que simulaba ser la fachada de la escuela

La secuencia de apertura, elaborada por Blur Studio, tiene una duración de treinta segundos y muestra a los personajes principales a través de los pasillos de la casa, mientras se escucha el tema instrumental de la serie compuesto por Tony Morales y Robert Cairns. La serie es ofrecida en alta definición en ciertos países, incluyendo a Canadá, Reino Unido, Irlanda, Australia y Nueva Zelanda.
La dirección de casting estuvo a cargo de Julie Harkin, Kevin Riddle, Lisa London, Catherine Stroud y Kim Taylor-Coleman; con el apoyo de Harriet Greenspan como profesora de actuación. Diane Whitley dirigió al equipo de guionistas, conformado por Danny Spring, Tim Compton, Bede Blake, Paul Gerstenberger, Alison Greenaway, Neil Jones, Nathan Cockerill, Jodi Reynolds, Davey Moore, Hannah George, James Whitehouse y Caroline Roby. La producción ejecutiva estuvo a cargo de Anja Van Mensel y Tony Wood, mientras que la producción la dirigieron Susie Liggat, Edward Pugh, Lucy Martin, Jamie Hall, Eric Kim, Nina Hahn, Colette Chard y Karen Radford. Angelo Abela, Tom Poole, Tim Hopewell, Peter Fearon, Gill Wilkinson y Graeme Harper desempeñaron la función de directores, asistidos por Nick Troth.
El diseño de vestuario estuvo en manos de Nadine Powell y el de maquillaje en las de Lin Davie. Por otro lado, David Morgan fue uno de los operadores de cámara, Phil Porter el grabador de sonido, Simon R J Cox el encargado de efectos especiales, y Jamie Weddell el colorista. Chris Royle y Jaz Castleton realizaron la fotografía, Holly Morpeth fue director de arte, Julian Perkins diseñó el set y Nina Bargiel, Yvette Urbina y Karey Dornetto  fungieron como consultoras.
La producción comenzó en agosto de 2009, pero en marzo de 2010 Studio 100 anunció que vendió la serie a Nickelodeon. Se filmó en el verano de 2010 en Liverpool y se transmitió por primera vez en los Estados Unidos el 1 de enero de 2011. El 10 de marzo de 2011 Nickelodeon confirmó la realización de una segunda temporada con noventa nuevos episodios. La producción comenzó el 21 de julio de ese año en Liverpool y duró ciento dieciséis días filmándose. Estrenó el 9 de enero de 2012.
En abril de 2012 Nathalia Ramos mencionó que si se llegara a realizar una tercera temporada ella no participaría para dedicarse a sus estudios, por lo que se pensó que la serie no continuaría. Sin embargo, el día 16 de ese mismo mes el vicepresidente de adquisiciones internacionales de Nickelodeon,  Jules Borkent, anunció la futura filmación de la nueva temporada sin mencionar ningún adelanto de ella. Las grabaciones comenzaron en julio de 2012, y se aclaró que Bobby Lockwood tampoco volvería a participar en la serie, ya que protagonizará un nuevo drama de acción y fantasía en CBBC llamado Wolfblood. Se anunciaron cuarenta y un episodios de treinta minutos para esta temporada, siendo la primera vez que se usa esta duración. Nickelodeon estrenó la serie el 3 de enero de 2013, y tras emitir los primeros doce episodios anunció que habría una pausa en las transmisiones y que la emisión de los episodios restantes se haría en el canal TeenNick a partir del 25 de febrero del mismo año.
El 22 de mayo de 2013, Nickelodeon anunció un especial de noventa minutos de la serie titulado The Touchstone of Ra, el cual estrenó el 14 de junio del mismo año.

## Recepción
La serie recibió opiniones mixtas por parte de los críticos. Youth Television News elogió a Nickelodeon por la serie dramática diciendo que «una buena historia siempre supera a una comedia de situación repetitiva». Common Sense Media le dio cuatro de cinco estrellas a la serie y dijo que «tiene buenos modelos de trabajo en equipo y respeto [...] y mensajes positivos para los preadolescentes». Por otra parte, el periódico español El Mundo argumentó que en los inicios de las series de televisión algunas eran penosas, pero ninguna alcanzaba el nivel de House of Anubis.
La primera temporada tuvo una buena recepción por parte del público. El estreno en Estados Unidos presentó cinco episodios consecutivos, obteniendo un promedio de 2,4 millones de espectadores. La cantidad aproximada de espectadores de la primera temporada en ese país fue de 846 000 en personas de once a diecisiete años, 952 000 de once a quince, y 1,2 millones de once a dieciocho. Cuando la temporada finalizó se dio a conocer que obtuvo un total de 2.9 millones de espectadores. El 19 de diciembre de 2011 se ofrecieron iTunes Store todos los episodios de la primera temporada de forma gratuita. Tras tres semanas se reportó que se habían efectuado más de 1,2 millones de descargas.
La segunda temporada debutó obteniendo más de 1,9 millones de personas durante el primer episodio. Cuando la temporada finalizó su emisión se confirmó que la serie aumentó sus cuotas de pantalla en un 18% en el Reino Unido y un 4% en Polonia, y que fue la más vista de Nickelodeon en el Reino Unido, Australia y América. Esto significó la obtención del primer puesto en la franja horaria enfocada a preadolescentes y adolescentes y la superación en niveles de audiencia a programas como Glee, Pretty Little Liars y Gossip Girl. El éxito obtenido en Latinoamérica con el formato de transmisión de lunes a viernes hizo que el canal produjera junto a Televisa la telenovela Hollywood Heights, y el buen recibimiento del público a la temática de misterio alentó a Studio 100 a volver a trabajar en conjunto en una nueva producción llamada Hotel 13. El estreno de la tercera temporada en Estados Unidos fue visto por más de 1,7 millones de personas, lo que significó el peor número de espectadores comparado con los estrenos de las dos temporadas previas. Se dice que esto fue debido a la desaparición de la protagonista, y para empeorar la situación Nickelodeon decidió dejar de transmitir la serie en su canal principal en Estados Unidos, y la pasaron a un canal secundario llamado TeenNick. Por estas dos razones, se dice que también se canceló la cuarta temporada.

## Emisión internacional
Nickelodeon elige diferentes fechas de estreno para la serie alrededor del mundo. Además, hay otras cadenas que han emitido algunas temporadas, tales como TeenNick en Bélgica, Estados Unidos y los Países Bajos; YTV y VRAK.TV en Canadá; Teletica en Costa Rica; NT1 en Francia; RTE Two en Irlanda; Rai Gulp en Italia; Sky One en el Reino Unido; ntv7 en el sureste asiático y CNBC-e en Turquía.

## Productos
El 23 de septiembre de 2010 Tom Grymonprez, director comercial de Studio 100, anunció la creación y distribución de productos de algunos de sus programas de televisión para complementar la visión a largo plazo del canal. House of Anubis fue el primero en ser mencionado en esta propuesta, junto a La abeja Maya y Bumba. Flair Leisure Products publicó un juego de mesa con el mismo título de la serie en el Reino Unido, y distintos DVDs, y libros se lanzaron al mercado.

### DVD
Paramount Home Entertainment es la empresa encargada de distribuir la serie en DVD. La primera temporada se dividió en dos volúmenes: el primero de ellos, titulado House of Anubis: House of Secrets - Season One, Volume One se lanzó el 24 de octubre de 2011; y el segundo, House of Anubis: House of Codes - Season One, Volume Two, se publicó el 2 de abril de 2012. Aunque parecía que los dos volúmenes completaban la distribución de la temporada, el mismo día que se publicó el segundo volumen salió a la venta un DVD con la temporada completa, al que se le dio el nombre de House Of Anubis - Complete Season 1. La segunda temporada siguió el mismo proceso de distribución, y el primer volumen titulado House of Anubis: House of Nightmares - Season Two, Volume One se publicó el 15 de octubre de 2012. Todos los discos han sido puestos a la venta únicamente en la región 2.

### Libros
El 8 de diciembre de 2011 Chris Angelilli, vicepresidente y editor en jefe de Golden Books, confirmó que la serie había sido añadida a su programa de distribución de libros enfocado a Nickelodeon, y que la empresa publicaría la primera temporada dividida en dos volúmenes en enero de 2012. El 10 de enero de ese año se difundieron los ejemplares mencionados, a los que se les tituló The Eye of Horus (House of Anubis) y The Cup of Ankh (House of Anubis). Este último ocupó el lugar número noventa y siete en la lista de los libros infantiles más vendidos de 2012.
El 7 de agosto de 2012, salió a la venta el libro que plasma la historia de la segunda temporada: The Mask of Anubis (House of Anubis). Ese mismo día también aparecieron dos ejemplares infantiles con actividades basadas en la serie: Secrets of Sibuna y House of Anubis Fan Book.

## Anubis Unlocked
Anubis Unlocked es un spin-off de la serie transmitido en el Reino Unido y emitido por Nickelodeon, el cual estrenó el 18 de marzo de 2011. El programa muestra entrevistas a los actores y escenas detrás de cámara, tiene una duración aproximada de once minutos y es conducido por Jamie Rickers y Anna Williamson. Durante la primera temporada de la serie se emitieron diez episodios, pero no hubo ninguna emisión mientras la segunda se transmitía. Sin embargo, el 20 de noviembre de 2012 se confirmó que la tercera temporada contará con ocho episodios nuevos, que saldrán al aire en 2013.

## Premios y nominaciones
La serie ha recibido once nominaciones a diversos premios, de las cuales ganó dos y perdió nueve.
| Año  | Premiación                                 | Categoría                                 | Recibidor       | Resultado | Ref.    |
| ---- | ------------------------------------------ | ----------------------------------------- | --------------- | --------- | ------- |
| 2011 | Nickelodeon UK Kids' Choice Awards         | Programa favorito                         | House of Anubis | Ganador   | [ 121 ] |
| 2011 | Nickelodeon Kids' Choice Awards Argentina  | Programa internacional favorito           | House of Anubis | Nominado  | [ 122 ] |
| 2011 | Premios BAFTA Infantiles                   | Drama                                     | House of Anubis | Nominado  | [ 123 ] |
| 2011 | Premios BAFTA Infantiles                   | Mejor empresa de producción independiente | Lime Pictures   | Nominado  | [ 123 ] |
| 2011 | Royal Television Society North West Awards | Mejor programa infantil                   | House of Anubis | Nominado  | [ 124 ] |
| 2012 | Nickelodeon UK Kids' Choice Awards         | Actriz favorita                           | Ana Mulvoy Ten  | Nominada  | [ 125 ] |
| 2012 | Nickelodeon UK Kids' Choice Awards         | Actor favorito                            | Brad Kavanagh   | Nominado  | [ 126 ] |
| 2012 | Nickelodeon UK Kids' Choice Awards         | Programa favorito                         | House of Anubis | Nominado  | [ 127 ] |
| 2012 | Broadcast Awards                           | Mejor programa infantil                   | House of Anubis | Nominado  | [ 128 ] |
| 2012 | Premios BAFTA Infantiles                   | Niños BAFTA votan: Televisión             | House of Anubis | Nominado  | [ 129 ] |
| 2013 | Nickelodeon UK Kids' Choice Awards         | Programa favorito                         | House of Anubis | Ganador   | [ 130 ] |